# Voie Domitienne
Pour les articles homonymes, voir Via Domitia.
Ne doit pas être confondu avec Via Domitiana.
La voie Domitienne (Via Domitia) est une voie romaine construite à partir de  118 av. J.-C. pour relier l'Italie à la péninsule Ibérique en traversant la Gaule narbonnaise.

## Dénomination
La dénomination via Domitia n'est attestée dans l'Antiquité que pour le tronçon entre le Rhône et les Pyrénées, même s'il est probable qu'entre le Rhône et la frontière de la Narbonnaise (vers Chorges[pas clair], près de l'actuel lac de Serre-Ponçon), la voie était aussi appelée via Domitia. On sait que la partie allant de Gap (Vapincum) à Suse (Segusium) à travers la province des Alpes cottiennes  était appelée via Cottia per Alpem.
Cet itinéraire entre l'Italie et l'Hispanie avait une variante importante par le littoral ; mais le passage par le col de Montgenèvre a longtemps été plus sûr et plus rapide, jusqu'à la construction sous le règne d'Auguste de la via Julia Augusta (par Vintimille), prolongement vers la Narbonnaise de la via Aurelia.

## Histoire
Selon certaines légendes, la voie Domitienne reprendrait un itinéraire créé par Héraclès (Hercule), la voie Héracléenne.

### Création de la voie
Première route construite par les Romains en Gaule, elle est créée à la suite de la conquête, achevée vers -120, de sa partie sud-est, qui va devenir la province romaine de Gaule narbonnaise. La construction commence dès 118 av. J.-C. à l'instigation du proconsul Cneus Domitius Ahenobarbus, dont elle porte le nom.
Cette route doit assurer les communications avec Rome et permettre la circulation des troupes affectées à la nouvelle province. Il s'agit aussi de rendre cohérent le réseau des voies existantes, en reliant le réseau des voies italiennes partant de Rome à celles d'Hispanie, où les Romains sont implantés depuis plusieurs décennies.
Une ville à statut de colonie romaine (c'est-à-dire que ses citoyens sont citoyens romains de plein droit) est créée sur son parcours, Narbo Martius (Narbonne), qui devient la ville la plus importante du sud de la Gaule.
L'itinéraire de l'Anonyme de Bordeaux passe dans la région et suggère un passage par ce site.[pas clair]

### Fonctions
Elle est destinée en premier lieu à la circulation des légions et des représentants de la République puis de l'Empire (elle sera jalonnée par les relais de la poste impériale, le cursus publicus). 
Mais elle est aussi rapidement empruntée par les marchands. 
La construction de cette voie est bénéfique à l'économie locale grâce aux échanges qu'elle facilite entre les cités[réf. nécessaire].

### Tracé d'ensemble

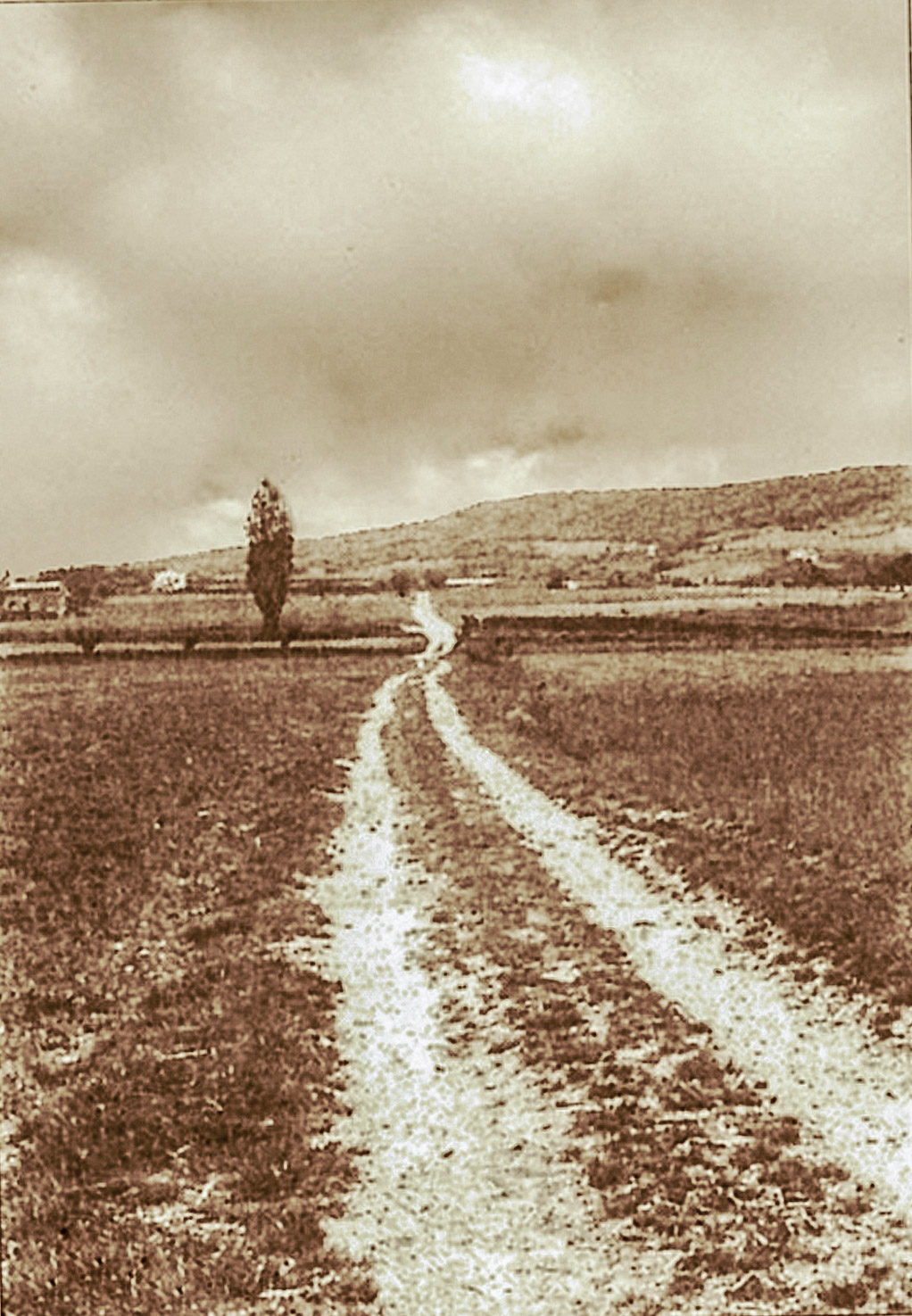
Voie Domitienne entre Apta Julia et les Alpes provençales.

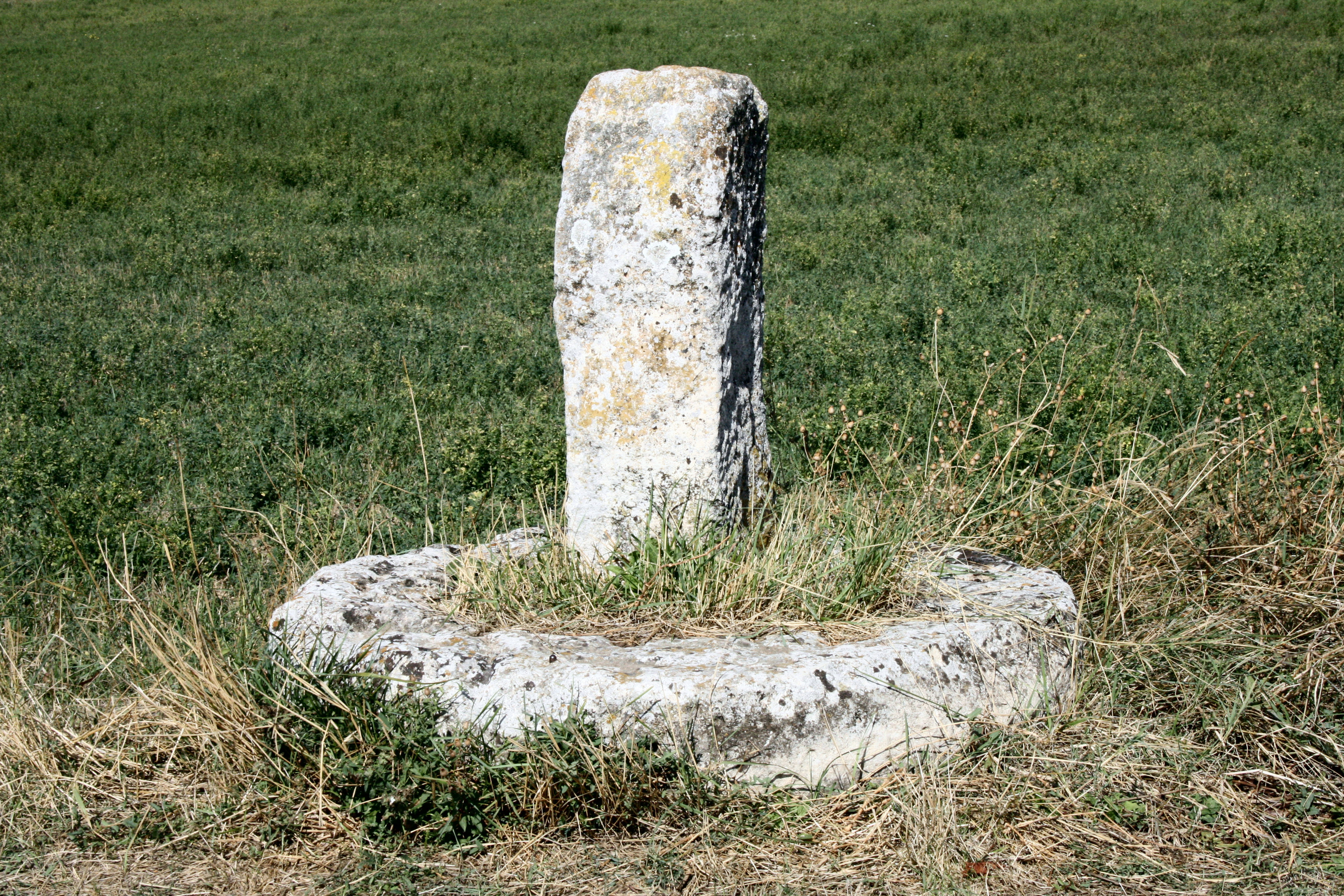
Borne milliaire de Tavernoure dans les Alpes-de-Haute-Provence.

Le tracé de la Via Domitia est connu assez précisément grâce à plusieurs sources : les gobelets de Vicarello, la table de Peutinger et l'itinéraire d'Antonin, mais aussi grâce à des traces archéologiques ou toponymiques.
L'observation des cartes topographiques actuelles montre souvent le parcours qu'elle empruntait. Quelques routes actuelles suivent encore souvent le tracé de la Via Domitia (N85, N100, A9, etc.).
Elle franchit les Alpes au col de Montgenèvre (1 850 m), suit la vallée de la Durance, longe le Luberon par le nord, franchit le Rhône à Beaucaire, passe par Nîmes (Nemausus) et suit la côte du golfe du Lion jusqu'à l'Espagne, en reliant sur son chemin les principales villes romaines (Ugernum/Beaucaire, Nemausus/Nîmes, Baeterrae/Béziers, Narbo/Narbonne, Ruscino). Elle contourne[pas clair] donc le territoire de la cité grecque Marseille indépendante jusqu'en -48 (Massalia en grec, Massilia en latin).

### Bornes milliaires et portes de villes
La voie était ponctuée de bornes milliaires, qui correspondent plus ou moins à nos actuels panneaux indicateurs, indiquant les distances entre la borne et les villes voisines. Sur le tracé de la Via Domitia ont été recensées plus de 90 bornes de ce type.
Quand la voie entre dans une ville, elle traverse généralement une enceinte par une porte ou un arc de triomphe, comme à Nîmes (porte d'Auguste) ou à Glanum (Saint-Rémy-de-Provence) (arc de triomphe).

### Construction (techniques)
Elle est construite de façon aussi rectiligne que possible sur des terrains solides. 
Dans les villes qu'elle traverse, elle est pavée ou dallée, mais la plupart du temps, c'est un chemin de terre battue sur des couches stratifiées de gravier et de cailloutis.

### Utilisation après la fin de l'Empire romain
Au Moyen Âge, certains tronçons sont toujours utilisés et forment, en particulier entre Narbonne et le Roussillon, une partie de ce qui est alors appelé Strata francesa ou Caminum Gallicum, le Chemin français.

## Itinéraire

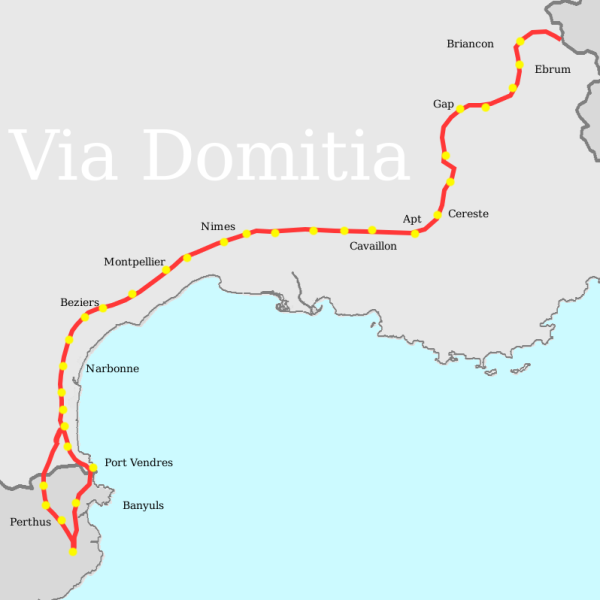
Itinéraire de la via Domitia.

La longueur totale est de 780 kilomètres.

### De Suse à la limite de la Narbonnaise (Chorges)
Venant d'Italie, précisément de Segusio/Suse, la Via Domitia franchit les Alpes au col de Montgenèvre, à plus de 1 800 mètres. C'est alors le passage le plus facile à travers les Alpes. Une petite agglomération y est présente : Druantium ou Summæ Alpes, avec un sanctuaire des sources de la Durance.
- Brigantio/Briançon, carrefour géographique au cœur de trois vallées. On a trouvé dans cette ville des vestiges de thermes et d'un amphithéâtre.

La voie suivait ensuite probablement la rive droite de la Durance pour aboutir à la station de Rama/La Chapelle de Rame, site occupé jusqu'au Moyen Âge.
- Eburodunum/Embrun. Il y a peu de vestiges de ce chef-lieu de la cité  des Ebrodunenses (et chef-lieu de la province des Alpes maritimes romaines à partir du IIIe siècle).

### De Chorges au Rhône (Tarascon)
- Caturigomagus/Chorges, à la frontière entre les Alpes Cottiennes et la Narbonnaise.

Jusqu'à Gap, la voie apparait bien sur les cartes IGN car elle correspond aux limites des communes actuelles.
- Vapincum/Gap, ville modeste qui prend le titre de cité[pas clair] au IVe siècle (elle est alors entourée d'un rempart).

- Alabons/Monêtier-Allemont qui est à l'époque une mutatio. Dans ce secteur, la voie est traditionnellement nommée « ancienne route de Provence ».

- Segustero/Sisteron : cette ville (chef-lieu de la cité des Sogiontiques) était un nœud routier, avec des voies venant de Fréjus, Cimiez et Nice. Ce carrefour de routes était dû à la possibilité de franchir la Durance, fleuve difficile à traverser partout ailleurs, en un point resserré de son cours (30 m). C'est alors le seul pont sur la Durance avant le XIXe siècle. La ville romaine correspond à l'actuelle vieille ville. La Via Domitia la traversait en son milieu (actuelles rue Droite et rue de la Saunerie). Elle reste ensuite sur la rive droite de la Durance.

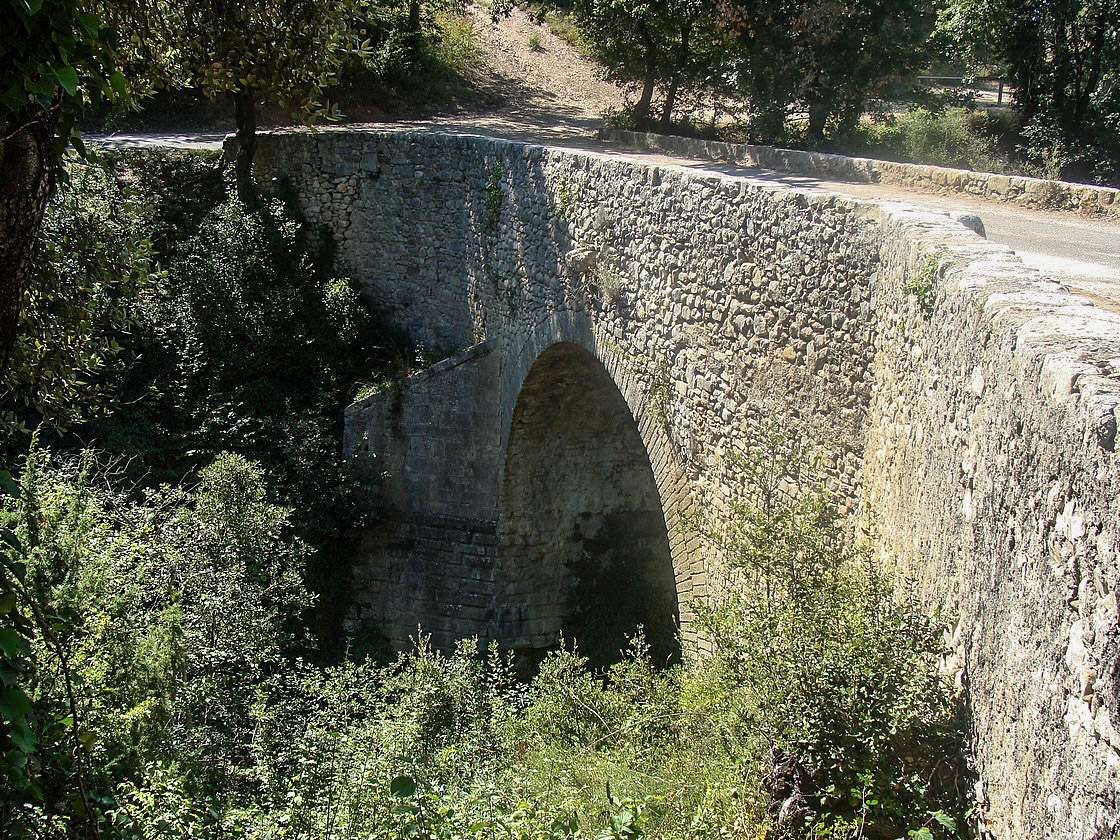
Le pont romain du Buès.

La voie gagnait ensuite Val-Saint-Donat et Ganagobie. Aux pieds du plateau de Ganagobie, elle franchissaitt le Buès sur un pont en arc haut de 10 mètres, appelé pont romain de Lurs. Ce pont, plusieurs fois restauré, porte aujourd'hui la route montant à Lurs.
- Alaunium/Notre-Dame-des-Anges : c'est la station la plus importante dans ce secteur de la voie, au milieu de la plaine de Lurs.

La voie passait ensuite au centre de la plaine de Mane. Au lieu-dit Tavernoure devait très probablement se trouver un relais (taberna). Au sud de Saint-Michel-l'Observatoire, elle franchisait le Reculon obliquement grâce à un gué encore visible aujourd'hui. Large de six mètres, il était étayé par un mur en moyen appareil couronné par 34 blocs en grand appareil et mesure 25 mètres de long. La voie franchissait ensuite le col des Granons, décrit par le géographe Strabon, qui aurait constitué la limite entre la cité d'Apta Julia (Apt) et le territoire des Voconces.
- Catuiacia/Céreste, localité où l'on a retrouvé quelques vestiges de l'antique mutatio et les restes du pont qui franchissait le ruisseau de l'Aiguebelle, ouvrage magnifique de 36 m sur 6,54 m à deux arches en plein cintre de 6 m d'ouverture[10]. Les deux culées et la pile centrale, conservées dans le lit du torrent, reposent sur une grande semelle de pierre, en gros blocs assemblés avec soin, capable de résister aux crues violentes de l'Aiguebelle. Le pont dit « romain » sur l'Encrême date en fait du XVIIIe siècle[pas clair][11].

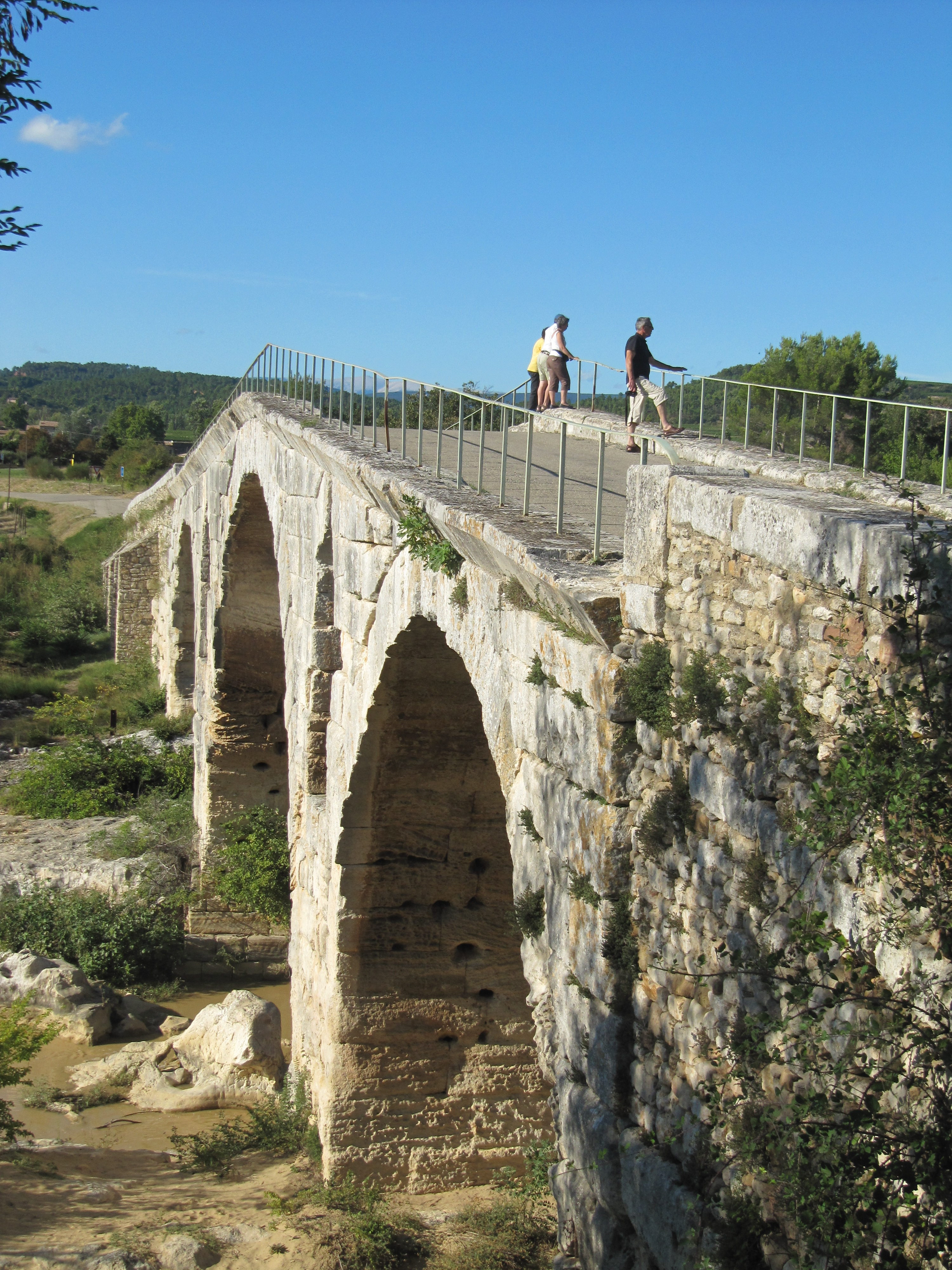
Pont Julien.

- Apta Julia/Apt, où les vestiges de la ville romaine se trouvent sous la ville moderne. On a notamment repéré le théâtre (sous le musée), un forum et de nombreuses maisons. La plupart des rues d'Apt empruntent l'itinéraire exact de la voie[pas clair].

La voie franchissait ensuite le Calavon grâce au pont Julien, qui est le plus bel ouvrage encore visible sur le trajet de la Via Domitia. C'est le pont le mieux conservé de France datant de cette époque. Il a une longueur de 80 mètres, est large de 6 mètres et haut de 11 mètres, avec trois arches dont celle du centre est plus importante et plus élevée.
- Ad Fines/Notre-Dame de Lumières, limite de la cité à l'époque[12], avec un relais à proximité.

- Cabellio/Cavaillon : carrefour de voies antiques, aux pieds d'un ancien oppidum. On trouve à Cavaillon de nombreux vestiges romains, notamment un arc de triomphe et un aqueduc. C'est au sud-est de Cavaillon que la voie franchissait de nouveau la Durance.

Elle rejoignait ensuite le site de la Pierre Plantée, nom qui évoque une borne milliaire, à Plan-d'Orgon, puis se dirigeait vers Saint-Rémy-de-Provence, par l'axe encore emprunté aujourd'hui[pas clair].

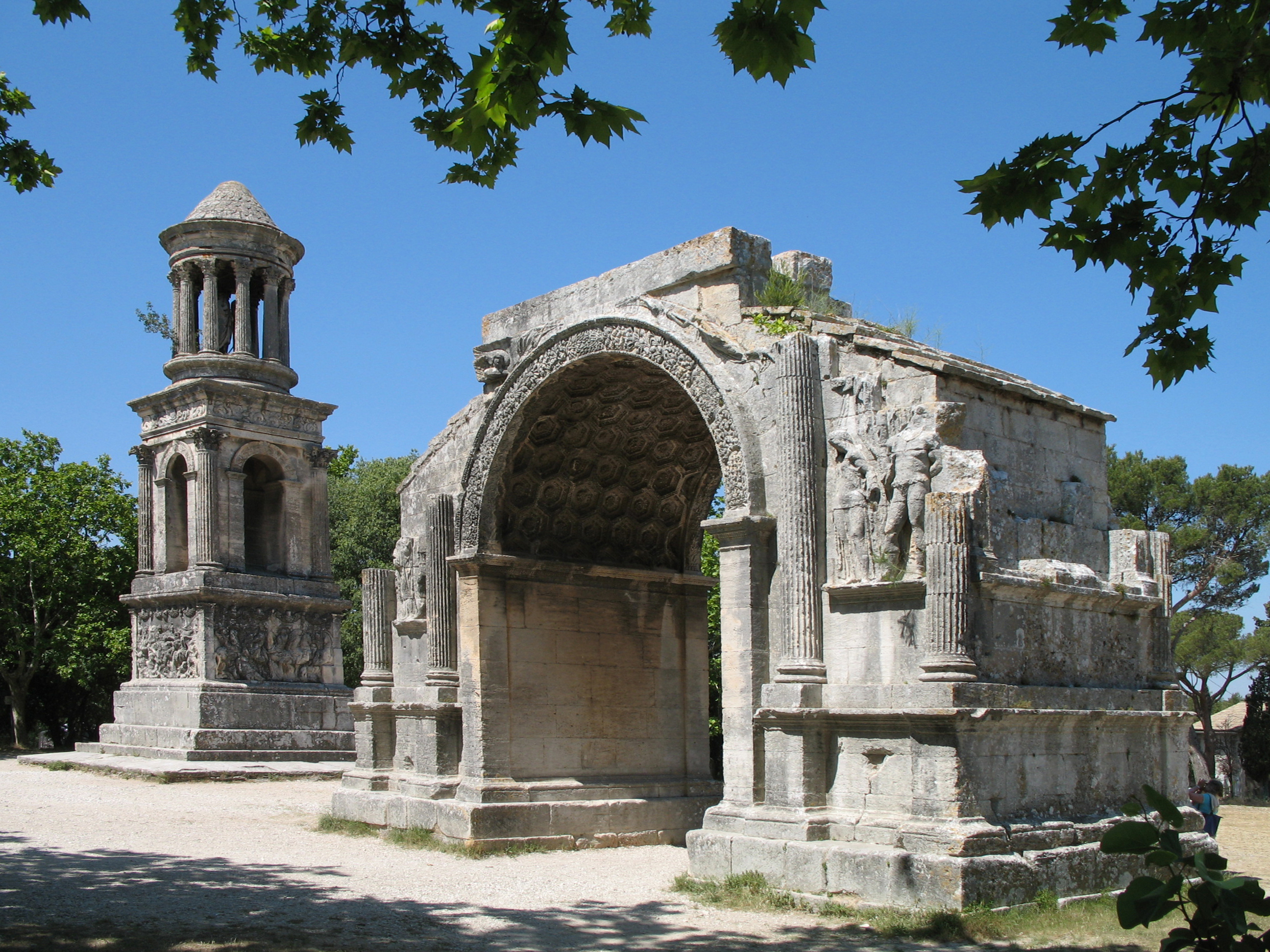
Les Antiques de Glanum.

- Glanum (dans la commune de Saint-Rémy-de-Provence) est un grand site gallo-romain. La ville a été fondée par les Grecs. Les vestiges visibles aujourd'hui mettent en évidence ses différentes époques d'occupation. On y vénérait Apollon. On a mis au jour les restes de nombreuses maisons, fontaines, temples, basiliques, thermes répartis le long de la Via Domitia.

La voie quittait Glanum en passant sous l'arc de triomphe des Antiques, à côté du mausolée des Jules.
- Ernaginum/Saint-Gabriel (commune de Tarascon, à environ 4 km au sud-est du centre-ville) est alors le nœud routier le plus important de Gaule romaine, la voie Domitienne y rejoignant la Via Agrippa (Arles-Lyon) et la Via Julia Augusta, prolongement de la Via Aurelia (venant de Rome par le littoral). C'est une ville importante dont l'économie est fondée principalement sur ces trois grandes routes.

La voie longeait ensuite les Alpilles et aboutissait au Rhône, probablement franchi par bac entre Tarusco/Tarascon et Ugernum/Beaucaire.

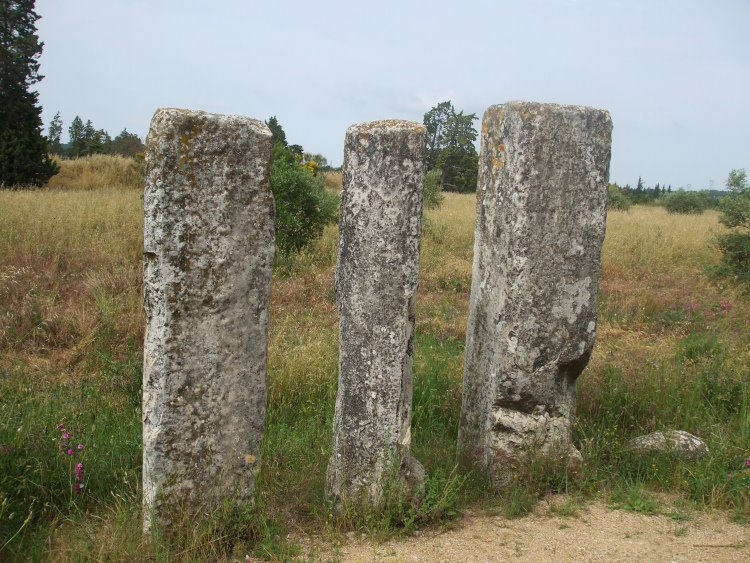
Bornes milliaires à Beaucaire (Ugernum).

### Du Rhône (Beaucaire) aux Pyrénées
- Ugernum / Beaucaire se développe autour d'un puissant castrum au IIe siècle. De nombreux vestiges ont été mis au jour, notamment au Mas des Tourelles, immense villa spécialisée dans la viticulture (on trouvait dans les bâtiments des fours spéciaux pour la fabrication des amphores).

À la sortie de Beaucaire, la Via Domitia existe toujours sous sa forme originale de chemin de terre renforcé. C'est le tronçon qui présente le plus de bornes milliaires, quelquefois deux ou trois au même endroit (au fur et à mesure des réfections de voie, chacun voulant marquer son passage), comme c'est le cas pour les «Colonnes de César» au Clos d'Argence, correspondant au XIIIe mille. À la limite de Redessan et de Jonquières se trouve la borne milliaire IX, connue sous le nom de «Peire di Novi» (pierre des fiancés), qui porte le nom de l'empereur Tibère. Manduel présente également une borne milliaire Borne milliaire de Manduel qui a été déplacée de son emplacement d'origine et qui se situe à présent devant l'hôtel de ville.
- Nemausus / Nîmes était l'étape suivante. La cité était une des plus grandes agglomérations de la Narbonnaise avec une superficie de plus de 200 hectares. La Via Domitia entrait dans la ville par la porte d'Auguste, encore visible à ce jour, puis se prolongeait par l'actuelle Rue Nationale.

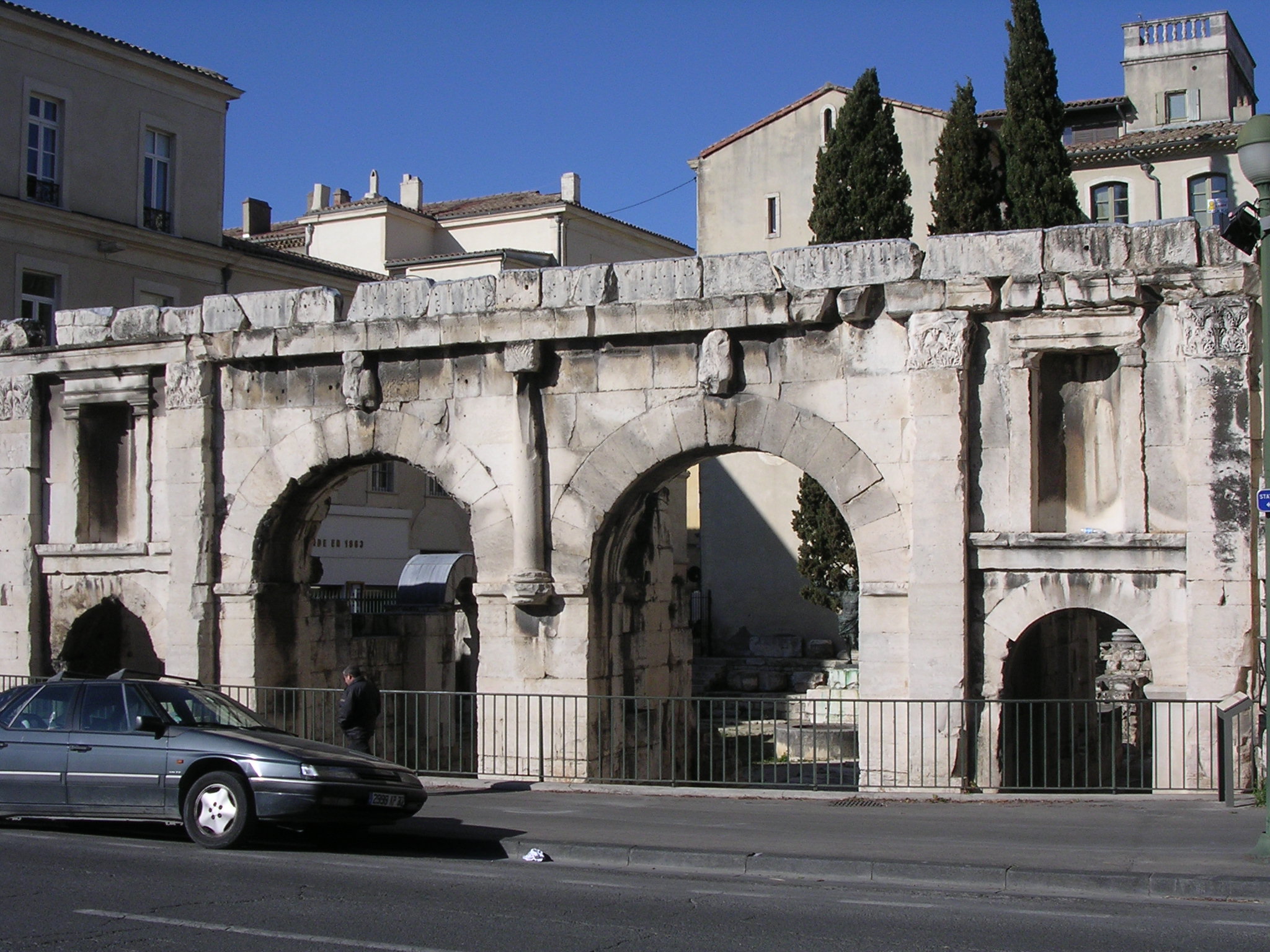
La porte d'Auguste à Nîmes.

Notons qu'à Nîmes, les vestiges de cette époque sont nombreux : la Maison Carrée, l'Amphithéâtre (arènes), la Tour Magne, la porte de France, le sanctuaire de la Fontaine et également le castellum divisorium (château d'eau) distribuant l'eau dans les quartiers, point final d'un aqueduc venant d'Uzès dont le point le plus connu est le Pont du Gard.
La voie repart vers le sud-ouest pour atteindre la station d'Ad Octavum / Uchaud puis Codognan, Vergèze et Gallargues-le-Montueux. De nombreuses bornes milliaires sont visibles sur ce tronçon.
Elle passait ensuite le Vidourle sur le pont Ambroix, dont il reste une arche, avant d'entrer à Ambrussum.

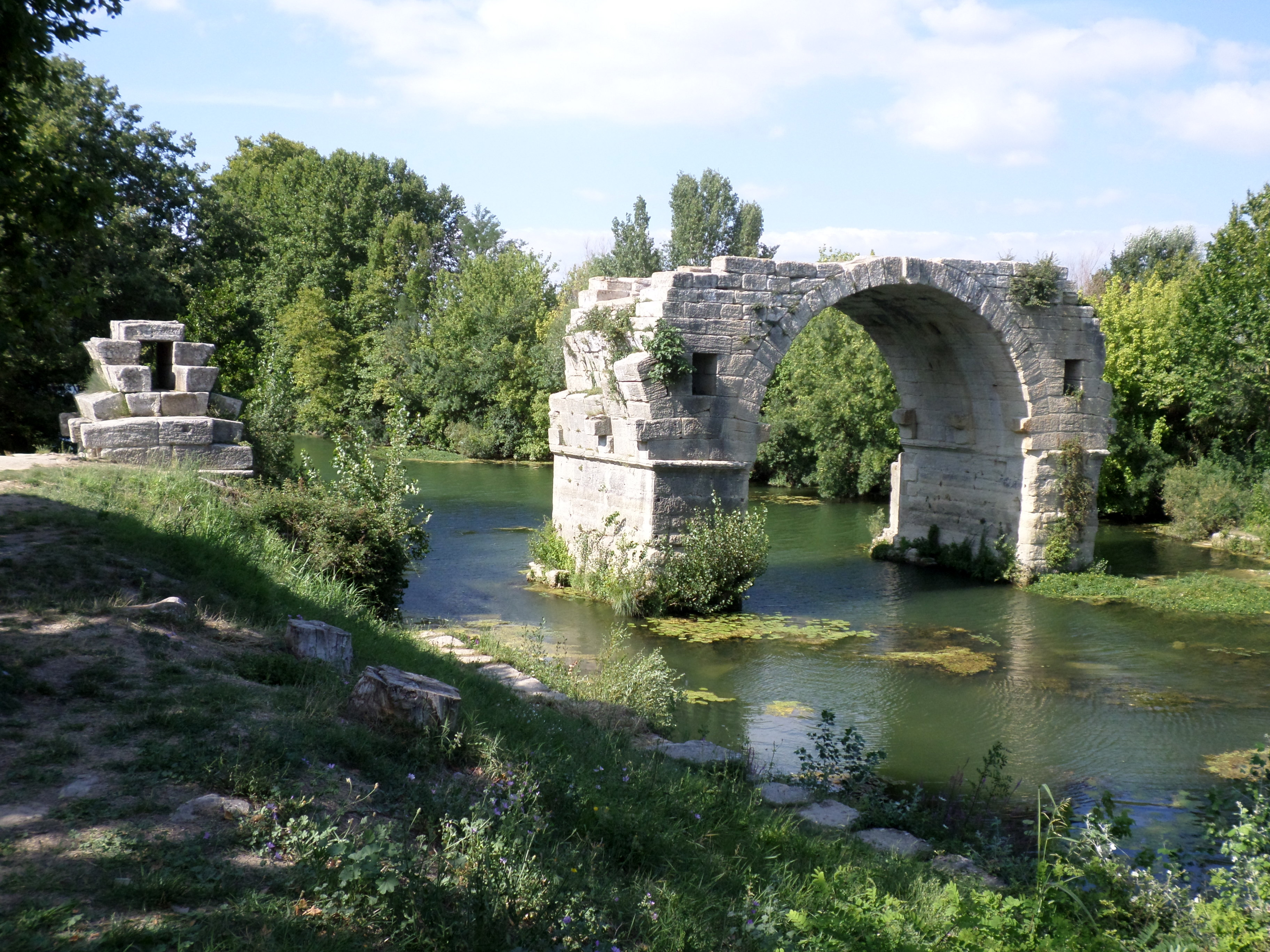
Pont Ambroix.
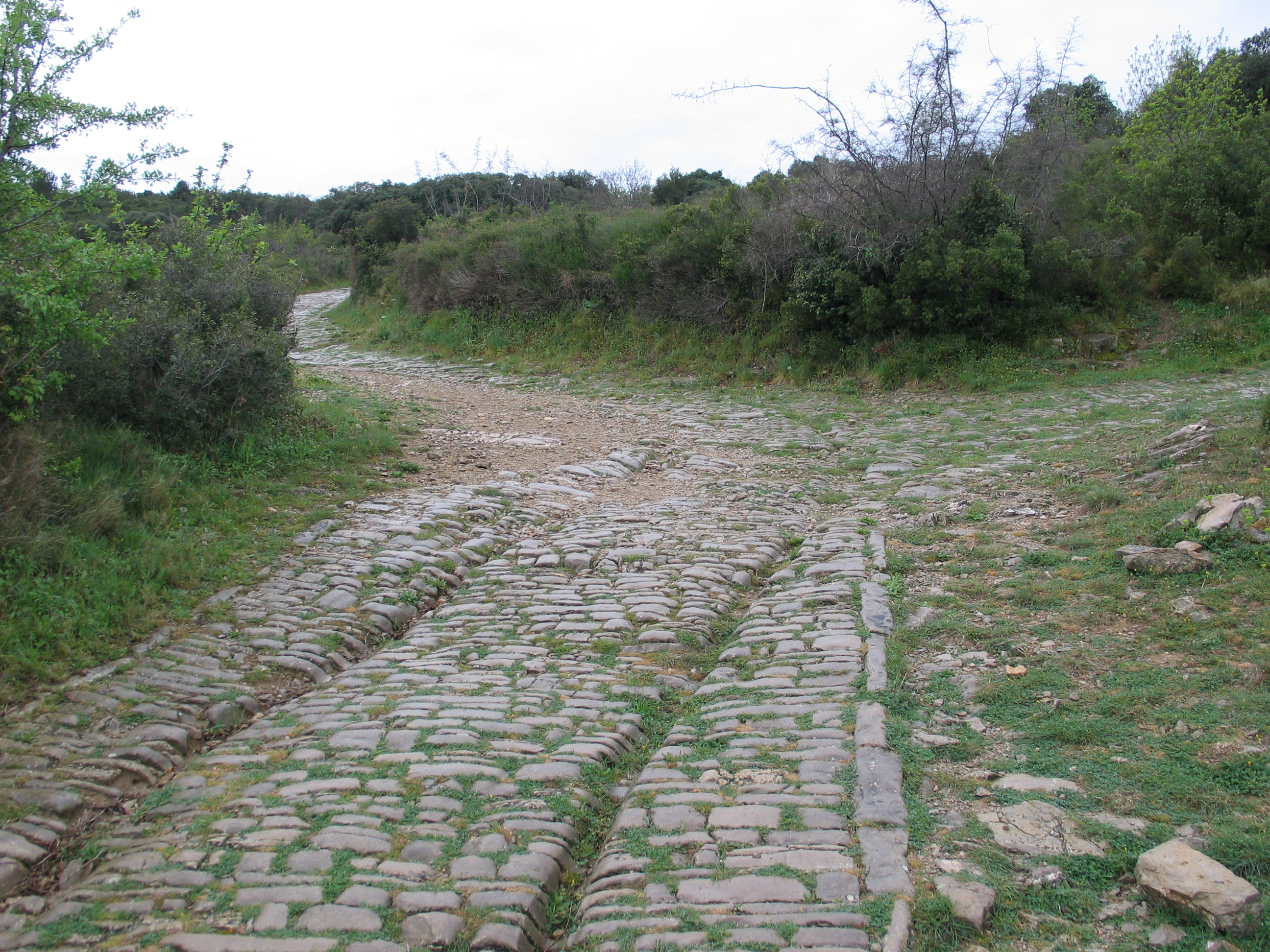
Ambrussum : voie pavée marquée par le passage des chariots.

Au-delà d'Ambrussum, la voie marque encore de nos jours la limite entre les communes de Vérargues et celle de Lunel-Viel ainsi qu'entre celle de Saint-Geniès-des-Mourgues et de Saint-Brès.
- Castries avec un castrum le long de la voie

- Le Crès possède encore deux bornes milliaires in situ.

- Sextantio / Castelnau-le-Lez où existait un ancien oppidum.

Après la traversée du petit fleuve côtier, le « Lez », la Voie Domitia passait sur la commune de l'actuelle Montpellier (la ville se développera plus tard, bien après la période gallo-romaine, sur une colline à 2 kilomètres au sud de la Via Domitia) sur le tracé de l'actuelle « avenue de la Voie Domitienne », pour rejoindre Forum Domitii / Montbazin, relais routier fondé par Domitius.
- Loupian. Un tronçon important et très bien préservé a été exhumé dans la garrigue par l'INRAP en 2022 au nord du village de Loupian[13]. La partie centrale, mieux aménagée et où les convois militaires et officiels étaient prioritaires, mesure six mètres de large[13]. La largeur totale de la route y atteint dix-huit mètres en incluant les voies latérales, moins soigneusement aménagées et qui permettaient aux usagers non-prioritaires de céder le passage central[13].
- Mèze (relais), Pinet. Aux abords de Cessero / Saint-Thibéry, la voie s'infléchissait pour éviter une coulée de basalte, et elle franchissait l'Hérault sur le pont « romain » (certaines parties du pont actuel datent du Moyen Âge).

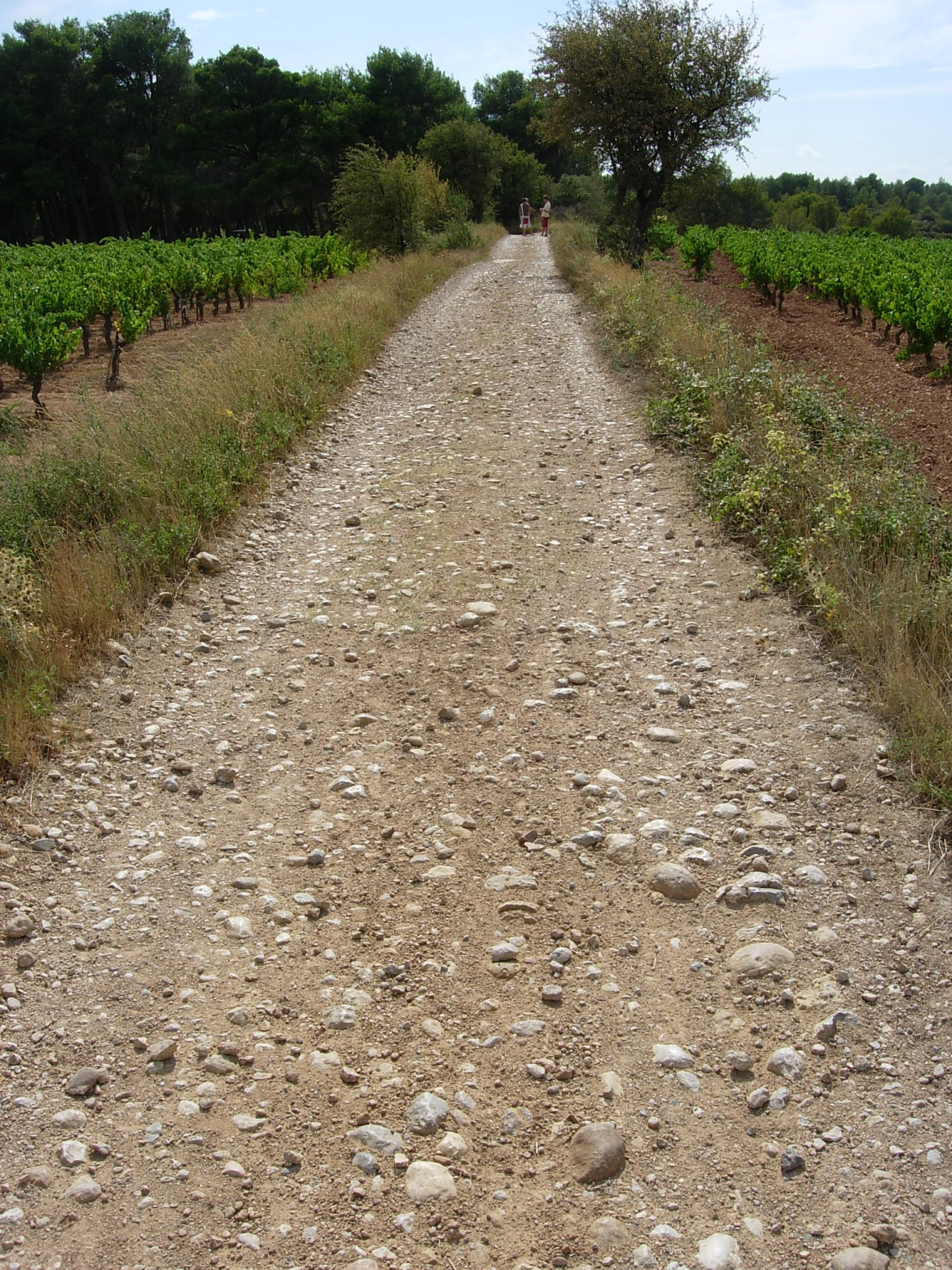
La Voie Domitienne à Pinet.
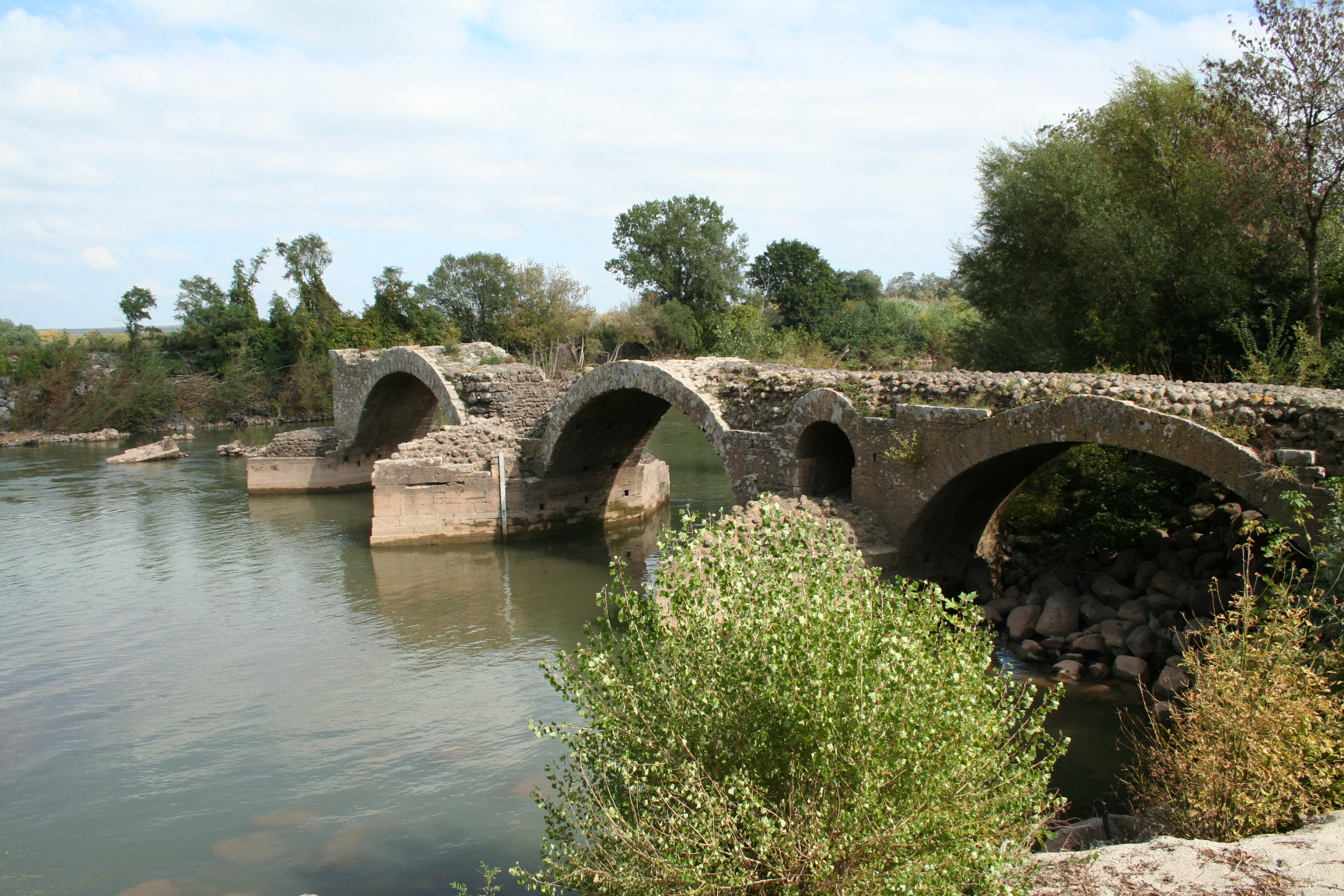
Pont romain de Saint-Thibéry.

- Bæterræ / Béziers centre commercial important fondé par Octave. C'était un chef-lieu de cité. Une borne milliaire y a été retrouvée au carrefour de l'avenue Camille Saint-Saëns et du boulevard de la Liberté. Le Pont Vieux, qui permet à la voie de franchir l'Orb au pied de la ville, possède neuf arches. Au Moyen Âge, le tablier et le parapet ont été reconstruits.

- La voie passe ensuite aux pieds de l'oppidum d'Ensérune, ville qui s'était développée à l'époque hellénistique. Chef-d'œuvre d'urbanisme, son activité déjà florissante avant la présence romaine augmenta avec la présence de la Via.

- Narbo Martius / Narbonne est la deuxième colonie romaine en Gaule (-118 av. J.-C.) après Aquae Sextiae / Aix-en-Provence (-122 av. J.-C.). Elle devint une grande cité à partir du règne d'Auguste.

La voie arrivait par la rue de Lattre, traversait le forum romain (place Bistan) pour quitter la cité par le pont des Marchands, sur l'Aude. La richesse de Narbo Martius provenait de son activité économique liée au commerce maritime (exportation de céréales, vins, huiles, céramiques, amphores…).

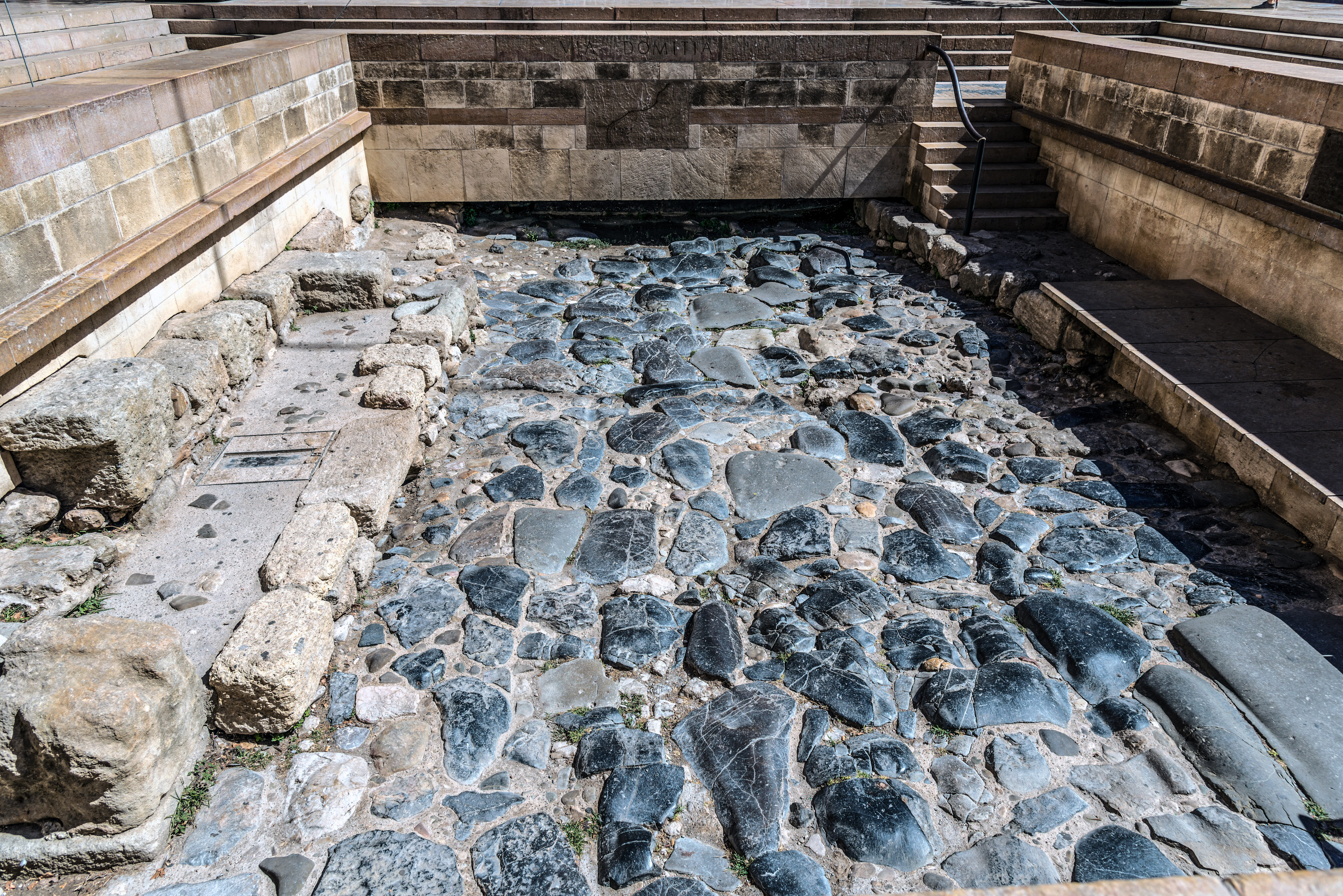
Voie Domitienne devant la mairie de Narbonne.

- La Voie Domitienne passe également par le village de La Palme
- Ad Viscensimum / Fitou. Station

- Ad Salsulae / Salses. Station et castrum important, à proximité du célèbre fort de Salses. Des fouilles ont permis aussi d'identifier un port antique.

À partir de Salses l'itinéraire d'Antonin contient deux jalonnements différents. Comme la distance totale de Narbonne à Summum Pyrenæum est peu différente entre les deux itinéraires certains auteurs pensent qu'il s'agit de 2 versions différentes de jalonnement d'un même itinéraire ou du remplacement dans le temps d'un itinéraire par un autre. Cependant, il semble plus probable qu'il y a eu deux itinéraires différents simultanés à forte fréquentation. Ceci permet d'avancer l'hypothèse de deux branches qu'il est commun d'appeler aujourd'hui la « voie terrestre » et la « voie côtière ».
Mais là encore les chercheurs font des hypothèses diverses pour ces deux voies. Il est assez difficile aujourd'hui de démêler cet écheveau, car les indices de présence de voies romaines sont extrêmement ténus, et ne permettent pas en général de dire si on a affaire à une voie principale ou à une voie secondaire. De plus, parmi ces voies, certaines peuvent être postérieures à l'époque de Gnaeus Domitius Ahenobarbus (vers -117).
En général, les auteurs font passer les deux voies (côtière et intérieure) par Ruscino,.
C'est pourquoi il y a toujours eu des chercheurs pour conserver l'hypothèse d'une voie intérieure, romanisant un parcours plus ancien (celte et/ou ibère). Ce parcours non seulement pourrait être plus court, mais surtout il est considéré comme obligatoire en période de hautes eaux et même après lorsque les nouveaux cours et les limons ont détruit les voies à travers les deltas. En effet, les géographes et géologues indiquent qu'il y a 3000 ans les deltas des fleuves Agly, Têt, Réart, et Tech étaient erratiques. Cela incite à chercher le parcours ancien en amont des deltas attestés.
Cette voie intérieure rénovant un parcours préromain reste à identifier précisément. On peut cependant envisager son passage par des gués anciens au niveau de l'église Saint-Martin-de-Tura, ancien village disparu près de Rivesaltes sur l'Agly, à Baho sur la Têt, à Nidolères sur le Tech. Le fait que ce parcours reste à retrouver entre Salses et Nidolères (cf. infra) ne permet pas de l'exclure.
- Ruscino était une cité importante 6 km à l'est du centre l'actuelle Perpignan, développée à partir du Ier siècle à partir d'un oppidum plus ancien. Les auteurs qui font passer les deux voies par Ruscino, distinguent en général ensuite les voies comme suit : 
  - En quittant Ruscino par le sud-est, la voie côtière passait à côté d'Illiberis / Elne à Palol d'Avall[16]. Ce lieu-dit est en général considéré comme l'emplacement possible de la station Ad Stabulum ; celle-ci est mentionnée seule, c'est-à-dire sans Ruscino ni Illiberis, par l'un des deux itinéraires d'Antonin ; ce lieu est à 1,5 km à l'Est d'Elne près de Latour-Bas-Elne. Puis cette voie passait par un gué près de l'Église Sainte-Eugénie de Tresmals et allait à Collioure et Portus Veneris / Port-Vendres. Avant Collioure, il est possible qu'une voie traversant les Pyrénées aie remonté la vallée à l'Ouest de la colline de la tour Madeloc (vallée du Ravaner) pour aller ensuite à l'actuel Col de Banyuls. Mais le tracé de la voie Herculéenne, qui est indiquée par Strabon, « en suivant le rivage » aboutissait  au « sanctuaire de Vénus » qui indiquait la frontière entre la Gaule narbonnaise déjà conquise et l'Ibérie à conquérir. Ce sanctuaire de Vénus, marquant la frontière littorale, était Portus Veneris. Au dessus du port où se trouvait  l'île sur laquelle le sanctuaire d'Aphrodite-Vénus était construit, la frontière était constituée par la barrière naturelle appelée aujourd'hui col de Les Portes. (in J. C. Bisconte de Saint-Julien Pyréné. La Cité et l'Ile retrouvées. Ed. Cap Béar 2019). Cette Route Herculéenne littorale aboutissant dans un premier temps au sanctuaire de Vénus a, à la suite de la conquête de l'Ibérie, été prolongée par Cosprons jusqu'au col de Banyuls (où les Romains édifièrent une tour de vigie, 'l'Espillas', traduite de façon erronée par ''des Abeilles'') puis descendait dans la plaine jusqu'à Empuriès. Le monastère de Sant Quirze de Colera fut précisément construit sur cette antique Voie Herculéenne au IXe siècle Strabon (- 63 à 25) écrit dans sa Géographie IV, 1, 3 : « Donc, de là, le rivage s'étend jusqu'au sanctuaire d'Aphrodité Pyrénaia.. Et celui-ci constitue la frontière de cette province et de la province Ibériké, bien que certains fassent du lieu où se situent les trophées de Pompée la frontière entre l'Ibériké et la Kertiké. En partant de cet endroit jusqu'à Narbô, il y a 63 milles, puis de là vers Némausos (Nlmes), 88, puis de Némausos par Ougernon (Beaucaire) et Tarouskôn, jusqu'aux sources chaudes appelées Sextia (Aix-en-Provence)  qui sont proches de Massilia, 53, puis de là jusqu'à Antipolis (Antibes) et au fleuve Ouaros 73; si bien que le total se monte à 277 milles »[17]. Les distances données par Strabon s'avèrent rigoureusement exactes (Port-Vendres se situant à 93 km (63 milles romaines) de Narbonne), position du Sanctuaire de Vénus recoupée par Pline l'Ancien (23 à 79) situant ce Sanctuaire de ''Pyrénae Venus'' à 40 milles (59 km) de San Marti d'Empuriès. La frontière entre la Gaule et l'Ibérie était doublement marquée : sur la Via Domicia, au trophée de Pompée édifié au col de Panissars. Et sur « l'antique Voie Herculéenne, qui longeait le rivage », la frontière littorale se situait « au sanctuaire de Pyréné-Vénus », à Aphrodision-Pyréné, ou Pyrène, où se trouvait le sanctuaire d'Aphrodite (sanctuaire de la Fajouse ?), appelé Portus Veneris à l'époque romaine. La Carte de Peutinger, reprenant les indications des cartes romaines (notamment celle d'Agrippa de l'an 2 avant notre ère, peinte sur un mur d'un portique de Rome), situe cette île et son sanctuaire remarquable entre deux indications essentielles à l'époque : Elne (Illiberis) et le promontoire du cap Béar.
  - Une  voie intérieure «directe», quittant Ruscino par le sud-ouest, pourrait passer par Cabestany, Bages, Saint-Jean-Lasseille, Banyuls des Aspres. Pour le passage du Tech, deux sous-hypothèses sont proposées : l'une au Boulou, l'autre à Nidolères. Dans le second cas de l'autre côté du gué, il y a le lieu-dit actuel les Trompettes.
  - La voie qui quitte Ruscino par le sud pourrait être jusqu'à Cabestany commune à un autre trajet intérieur qui, au-delà du Réart, passerait par Théza puis à l'ouest d'Elne et suivrait ensuite la rive gauche du Tech jusqu'au Boulou ou à Nidolères.
  - Une autre hypothèse, considérée actuellement comme solide, fait passer la voie par le gué de Sainte-Eugénie de Tresmals, dont le site pourrait correspondre à la station « Ad Stabulum », pour suivre ensuite la rive droite du Tech jusqu'au Boulou.

- Saint-Martin-de-Fenollar. Il a été démontré que c'était le lieu de la station Ad Centuriones[18] (ou Ad Centenarium[19]). Toutes les hypothèses de voies intérieures vues ci-dessus passent en cet endroit qui est sur un affluent, appelé la Rom, de la rive droite du Tech à quelques kilomètres en amont du lieu-dit les Trompettes, où la plupart des hypothèses convergent.

- Les Cluses (ancien Castrum Clausurae cité au IVe siècle). Le goulet d'étranglement des Cluses est le site d'un poste de péage (portorium) où aurait été perçu un impôt connu sous le nom de «quarantième des Gaules», correspondant à 1⁄40 de la valeur des marchandises qui y passaient. Pour le protéger, les Romains y avaient installé deux ouvrages défensifs de part et d'autre de la rivière Rom, le Castell dels Moros (château des Maures en catalan) à l'ouest et le Fort de la Cluse Haute à l'est.

### Passage en Hispanie (col de Panissars)
L'endroit marquant la limite entre  les provinces de Gaule narbonnaise (Gaule) et d'Hispanie citérieure (Tarraconaise à partir du règne d'Auguste), appelé Summum Pyrenæum, est mentionné dans plusieurs itinéraires. 
Il a longtemps été situé au col du Perthus, mais les fouilles menées en 1984  par Georges Castellvi au col de Panissars ont permis d'y dégager des ornières de la Voie Domitienne taillée à même le roc ainsi que les fondations d'un trophée immense dressé à cet endroit en 71 av. J.-C., le Trophée de Pompée, pour célébrer les victoires de Pompée sur les peuples d'Hispanie. Aujourd'hui, Summum Pyrenæum est donc identifié au col de Panissars.

## La voie Domitienne dans la littérature latine: lePro Fonteiode Cicéron
La voie Domitienne entre dans la littérature latine lors d'une plaidoirie de Cicéron, le Pro Fonteio. 
Marcus Fonteius avait été propréteur en Gaule transalpine de 76 à 74 av. J.-C. Ses administrés gaulois avaient envoyé à Rome une délégation l'accuseant d'avoir détourné des sommes importantes destinées à l'entretien des routes, notamment la voie Domitienne, mais également d'avoir touché des pots-de-vin d'entrepreneurs responsables de malfaçons lors des travaux routiers. 
Pour sa défense, Cicéron le présenta comme un « excellent magistrat » et assura les juges que, « empêché par des affaires plus importantes, M. Fonteius, sachant que la réfection de la voie Domitienne était d'intérêt public, chargea de ce soin deux hommes du premier mérite, ses légats C. Annius Bellienus et C. Fonteius. ».

## Monuments bénéficiant d'une protection officielle
Certains vestiges de la voie sont protégés au titre des monuments historiques :
- le pont Ambroix (commune de Villetelle, Hérault) sur le Vidourle (classé dès 1840[20]) ;
- l'oppidum d'Ambrussum (Hérault), comportant un tronçon pavé de la voie (classé le 26 février 1974[21]) ;
- le pont romain de Lurs (Alpes-de-Haute-Provence) (classé le 1er octobre 1963[22]) ;
- divers tronçons dans les communes de Beaucaire[23], Redessan[24], Jonquières-Saint-Vincent[25] et Castelnau-le-Lez[26] (inscrits depuis les 21 décembre 1984 et 5 février 1987) ;
- divers tronçons dans les communes de Castelnau-de-Guers[27], Mèze[28], Montagnac[29], Pinet[30] et Pomerols[31] (inscrits depuis le 20 octobre 1995).

## Informations complémentaires
- Il est probable que les différentes hypothèses de voies intérieures évoquées pour la partie dans les Pyrénées Orientales ont été un jour des voies romaines. Il reste donc surtout à trouver laquelle pouvait avoir été faite sous Domitius pour mériter son nom. Il n'a pas été trouvé de borne milliaire domitienne permettant d'attribuer cette qualité à l'une d'elles. Par ailleurs, il n'est pas exclu que les itinéraires d'Antonin et autres documents relatent des itinéraires postérieurs (vers le IIIe siècle) à celui de la voie faite sous Domitius. En cinq siècles, le territoire à l'emplacement de l'actuel Roussillon a pu faire, plus que tout autre sur le parcours de la Via Domitia, l'objet d'aménagements du territoire pour maîtriser les effets des crues.

- Une voie passant par Bages, permettait de relier la cité importante d'Illiberis (Elne) à la Via Confluentana qui remonte la vallée de la Têt.

- Une autre voie importante passant par Ortaffa, Brouilla (en catalan Brullá), Nidolères permettait de rejoindre la Via Valespiriana remontant la vallée du Tech. Jusqu'à Nidolères elle se confond avec l'une des hypothèses de voies intérieures citées plus haut.

- Côté sud des Pyrénées, la Via Domitia faisait place à la Via Augusta qui passait par la station de Deciana / La Jonquera.

## Autres usages toponymiques
- Les collèges de Poussan (Hérault), du Crès (Hérault) et de Manduel (Gard) sont appelés « Collège Via Domitia ».

- L'université de Perpignan est appelée « Université de Perpignan Via Domitia ».

- La clinique de Lunel (Hérault), inaugurée en 2007, est appelée « Clinique Via Domitia ».

#### Livres
- [Castellvi et al. 1997] Georges Castellvi (dir.), Jean-Pierre Comps (dir.), Jérôme Kotarba (dir.) et Annie Pezin (dir.), Voies romaines du Rhône à l'Èbre. Via Domitia et via Augusta, Paris, Éditions de la Maison des sciences de l'Homme, 1997, 302 p. (ISBN 978-2-7351-0633-2, lire en ligne). .
- [Chevalier 1997] Raymond Chevalier, Les voies romaines, Paris, Picard, 1997, 343 p. (ISBN 2-7084-0526-8).
- [Clément 1992] Pierre A. Clément, Voie Domitienne. De la via Domitia aux routes de l'an 2000, Presses du Languedoc/Max Chaleil Éditeur, 1992, 2e éd. .
- [Clément 2005] Pierre A. Clément, La Via domitia. Des Pyrénées aux Alpes, Rennes, Editions Ouest-France, 2005, 125 p. (ISBN 2-7373-3508-6).
- [Coulon 2007] Gérard Coulon, Les voies romaines en Gaule, Éditions Errance, 2007. .
- [Artru 2016] François Artru, Sur les routes romaines des Alpes Cotiennes, Presses universitaires de Franche-Comté, 2016 (ISBN 978-2-84867-572-5). .
- [Kotarba, Castellvi & Mazière 2007] Jérôme Kotarba (dir.), Georges Castellvi et Florent Mazière, Carte archéologique de la Gaule (66), Les Pyrénées-Orientales, Académie des inscriptions et belles-lettres, 2007. .
- [Saint-Julien 2019] J. C. Bisconte de Saint-Julien, Pyréné. La cité et l'île retrouvées. Pyréné. Portus Veneris. Port-Vendres, Ed. Cap Béar, 2019.

#### Revues
- [Aurès 1865] Aurès, « Rapport sur le tracé de la voie domitienne entre Nîmes et le Rhône » (rapport présenté le 23 avril 1864, commission composée de Auguste Pelet (président), Germer-Durand, et Aurès), Mémoires de l'Académie du Gard, no novembre 1863-août 1864,‎ 1865, p. 53- (lire en ligne [sur books.google.fr], consulté en juin 2022).
- [Barruol & Fiches 2011] Guy Barruol et Jean-Luc Fiches, « La via Domitia », Dossiers d'archéologie, no 343,‎ janvier-février 2011, p. 18-25 (résumé). .